# Kybaky
Kybaky (ukr. Кибаки) – wieś na Ukrainie, w obwodzie czerniowieckim, w rejonie wyżnickim, w hromadzie Wyżnycia. W 2001 liczyła 604 mieszkańców, spośród których 601 wskazało jako ojczysty język ukraiński, 2 rosyjski, a 1 inny.